# 格五
格五（かくご）は、中国古代の2人用ボードゲーム。漢代に行なわれていたが、そのルールはよくわからない。「格五」という言葉は、後に別のゲームに流用された。

## 文献
格五の出てくる文献は『漢書』吾丘寿王伝と『後漢書』梁統列伝の梁冀条、および蔡邕列伝だけであるが、いずれも格五がどのようなゲームであるかを記していない。『広韻』によると、格五は六博のようなゲームだが、敵の駒を「格殺」できたらしい。
『漢書』および『後漢書』の注によると、格五は「塞」（または竹冠を加えた「簺」、読みはサイ）と呼ばれるゲームと同一であったという。塞については格五より多くの文献で言及されており、『荘子』駢拇篇には六博と並列して「博塞」と呼んでいる。「博塞」は『管子』にも見える。『穆天子伝』には天子が井公という人物と博・塞を行ったことが見える。『南斉書』沈文季伝では、沈文季が簺と弾棋を得意とし、簺には五子を用いたとあるが、これが何を意味するのかはわからない。
塞のルールに関して言及している文献には、『説文解字』にごく簡単な説明があるほかは、後漢の辺韶「塞賦」と、梁から隋にかけての鮑宏『簺経』がある。
「塞賦」からわかることは、2人で行うボードゲームであること、各人が6枚ずつの駒を持ち、敵味方の駒を赤と白の色で区別していたこと、駒を四道に従って動かしたり取ったりできたこと、くらいである。
『簺経』はわずかな引用しか残っていないが、「塞・白・乗・五」の4種類の目があって、「五」が出たら動けなかったという。これを読むとダイスゲームだったようだが、『荘子』駢拇篇の成玄英疏、および『漢書』吾丘寿王伝の注によると、ダイスは使わなかったように取れる。

## 別のゲームへの流用
宋代以降、「格五」という言葉は、「蹙融」（しゅくゆう）という別のゲームを指すようになった。このゲームは、ひとり5個ずつ碁石を持ち、一本の線の上で石を動かし、相手をとびこえることができる。先に敵陣についた方が勝ちというルールだったといい、明らかに「塞賦」などの説明とは別のゲームである。
日本では12世紀の『本朝続文粋』に「格五」が見えるが、何を意味したのかわからない。後に五目並べに流用された。